# Liste der Kulturdenkmale in Melchendorf
Die Liste der Kulturdenkmale in Melchendorf enthält die Kulturdenkmale des Stadtteils Melchendorf der thüringischen Landeshauptstadt Erfurt, die vom Thüringischen Landesamt für Denkmalpflege und Archäologie als Bau- und Kunstdenkmale auf dem Gebiet der Stadt mit Stand vom 24. April 2025 erfasst wurden.

## Legende
- Bild: zeigt ein Bild des Kulturdenkmals und gegebenenfalls einen Link zu weiteren Fotos des Kulturdenkmals im Medienarchiv Wikimedia Commons
- Bezeichnung: Name, Bezeichnung oder die Art des Kulturdenkmals
- Lage: Wenn vorhanden Straßenname und Hausnummer des Kulturdenkmals; Grundsortierung der Liste erfolgt nach dieser Adresse. Der Link Karte führt zu verschiedenen Kartendarstellungen und nennt die Koordinaten des Kulturdenkmals.
 Kartenansicht, um Koordinaten zu setzen – in dieser Kartenansicht sind Kulturdenkmale ohne Koordinaten mit einem roten bzw. orangen Marker dargestellt und können in der Karte gesetzt werden. Kulturdenkmale ohne Bild sind mit einem blauen bzw. roten Marker gekennzeichnet, Kulturdenkmale mit Bild mit einem grünen bzw. orangen Marker.
- Datierung: gibt das Jahr der Fertigstellung beziehungsweise das Datum der Erstnennung oder den Zeitraum der Errichtung an
- Beschreibung: bauliche und geschichtliche Einzelheiten des Kulturdenkmals, vorzugsweise die Denkmaleigenschaften
- ID: Die ID identifiziert das Kulturdenkmal eindeutig. In Thüringen sind aktuell keine IDs veröffentlicht. In der ID-Spalte kann sich auch folgendes Icon  befinden, dies führt zu Angaben zu diesem Kulturdenkmal bei Wikidata.

## Liste der Kulturdenkmale in Melchendorf
| Bild                           | Bezeichnung                                               | Lage                               | Datierung | Beschreibung | ID |
| ------------------------------ | --------------------------------------------------------- | ---------------------------------- | --------- | --- | -- |
| weitere Bilder Fotos hochladen | Ehemalige Schule                                          | Im Winkel 1 (Karte)                |           | einzelnes Kulturdenkmal; Teil des Ensembles Bauliche Gesamtanlage Kirche St. Nikolaus                              |    |
| BW                             | Portal                                                    | Im Winkel 4 (Karte)                |           | einzelnes Kulturdenkmal                                                                                            |    |
| weitere Bilder Fotos hochladen | Kinderkombination                                         | Paulinzeller Weg 12 (Karte)        |           | Teil des Ensembles Bauliche Gesamtanlage Ensemble Kirche mit Pfarrei und Schulgebäude                              |    |
| weitere Bilder Fotos hochladen | Gehöft                                                    | Schöntaler Weg 4 (Karte)           |           | einzelnes Kulturdenkmal                                                                                            |    |
| weitere Bilder Fotos hochladen | Katholische Pfarrkirche St. Nikolaus                      | Schulzenweg 7 (Karte)              |           | einzelnes Kulturdenkmal; Teil des Ensembles Bauliche Gesamtanlage Kirche St. Nikolaus                              |    |
| Fotos hochladen                | Bildstock                                                 | Schulzenweg 5, im Pfarrhof (Karte) |           | einzelnes Kulturdenkmal; Teil des Ensembles Bauliche Gesamtanlage Kirche St. Nikolaus                              |    |
| weitere Bilder Fotos hochladen | Pfarrhaus                                                 | Schulzenweg 5 (Karte)              |           | mit Ausstattung Stuckdecken; einzelnes Kulturdenkmal; Teil des Ensembles Bauliche Gesamtanlage Kirche St. Nikolaus |    |
| weitere Bilder Fotos hochladen | Gehöft (einschl. Wappenstein)                             | Schulzenweg 8 (Karte)              |           | einzelnes Kulturdenkmal                                                                                            |    |
| BW                             | Tafelbild                                                 | Schulzenweg 9 (Karte)              |           | einzelnes Kulturdenkmal                                                                                            |    |
| BW                             | Grenzstein                                                | Schulzenweg 11 (Karte)             |           | einzelnes Kulturdenkmal                                                                                            |    |
| weitere Bilder Fotos hochladen | Tor und Portal                                            | Schulzenweg 15 (Karte)             |           | einzelnes Kulturdenkmal                                                                                            |    |
| weitere Bilder Fotos hochladen | Gehöft                                                    | Schulzenweg 22 (Karte)             |           | einzelnes Kulturdenkmal; Teil des Ensembles Bauliche Gesamtanlage Gehöftgruppe Schulzenweg                         |    |
| weitere Bilder Fotos hochladen | Gehöft                                                    | Schulzenweg 24 (Karte)             |           | einzelnes Kulturdenkmal; Teil des Ensembles Bauliche Gesamtanlage Gehöftgruppe Schulzenweg                         |    |
| BW                             | Gehöft                                                    | Schulzenweg 26 (Karte)             |           | Teil des Ensembles Bauliche Gesamtanlage Gehöftgruppe Schulzenweg                                                  |    |
| weitere Bilder Fotos hochladen | Evangelische Gustav-Adolf-Kirche                          | Singerstraße o. Nr. (Karte)        |           | mit Ausstattung; einzelnes Kulturdenkmal                                                                           |    |
| weitere Bilder Fotos hochladen | Gustav-Adolf-Gemeindezentrum                              | Singerstraße o. Nr. (Karte)        |           | einzelnes Kulturdenkmal                                                                                            |    |
| weitere Bilder Fotos hochladen | Wohnkomplexzentrum / Versorgungszentrum Großer Herrenberg | Stielerstraße 1 (Karte)            |           | einzelnes Kulturdenkmal                                                                                            |    |

## Ehemalige Kulturdenkmale in Melchendorf
| Bild | Bezeichnung           | Lage                     | Datierung | Beschreibung           | ID |
| ---- | --------------------- | ------------------------ | --------- | ---------------------- | -- |
| BW   | Bauliche Gesamtanlage | Am Hanfstein (Karte)     |           | Ensemble Alte Ortslage |    |
| BW   | Bauliche Gesamtanlage | Am Hanfstein 1 (Karte)   |           | Ensemble Alte Ortslage |    |
| BW   | Bauliche Gesamtanlage | Am Hanfstein 2 (Karte)   |           | Ensemble Alte Ortslage |    |
| BW   | Bauliche Gesamtanlage | Am Hanfstein 2 A (Karte) |           | Ensemble Alte Ortslage |    |
| BW   | Bauliche Gesamtanlage | Am Hanfstein 2 B (Karte) |           | Ensemble Alte Ortslage |    |
| BW   | Bauliche Gesamtanlage | Am Hanfstein 2 C (Karte) |           | Ensemble Alte Ortslage |    |
| BW   | Bauliche Gesamtanlage | Am Hanfstein 3 (Karte)   |           | Ensemble Alte Ortslage |    |
| BW   | Bauliche Gesamtanlage | Am Hanfstein 4 (Karte)   |           | Ensemble Alte Ortslage |    |
| BW   | Bauliche Gesamtanlage | Am Hanfstein 5 (Karte)   |           | Ensemble Alte Ortslage |    |
| BW   | Bauliche Gesamtanlage | Am Hanfstein 7 (Karte)   |           | Ensemble Alte Ortslage |    |
| BW   | Bauliche Gesamtanlage | Am Hanfstein 8 (Karte)   |           | Ensemble Alte Ortslage |    |
| BW   | Bauliche Gesamtanlage | Am Hanfstein 9 (Karte)   |           | Ensemble Alte Ortslage |    |
| BW   | Bauliche Gesamtanlage | Am Hanfstein 10 (Karte)  |           | Ensemble Alte Ortslage |    |
| BW   | Bauliche Gesamtanlage | Am Hanfstein 11 (Karte)  |           | Ensemble Alte Ortslage |    |
| BW   | Bauliche Gesamtanlage | Am Hanfstein 12 (Karte)  |           | Ensemble Alte Ortslage |    |
| BW   | Bauliche Gesamtanlage | Am Hanfstein 14 (Karte)  |           | Ensemble Alte Ortslage |    |
| BW   | Bauliche Gesamtanlage | Am Hanfstein 16 (Karte)  |           | Ensemble Alte Ortslage |    |
| BW   | Bauliche Gesamtanlage | Am Hanfstein 18 (Karte)  |           | Ensemble Alte Ortslage |    |
| BW   | Bauliche Gesamtanlage | Auf der Melm 1 (Karte)   |           | Ensemble Alte Ortslage |    |
| BW   | Bauliche Gesamtanlage | Auf der Melm 5 (Karte)   |           | Ensemble Alte Ortslage |    |
| BW   | Bauliche Gesamtanlage | Auf der Melm 8 (Karte)   |           | Ensemble Alte Ortslage |    |
| BW   | Bauliche Gesamtanlage | Auf der Melm 13 (Karte)  |           | Ensemble Alte Ortslage |    |